# Manuel Edmilson da Cruz
Dom Manuel Edmilson da Cruz (Acaraú, 3 de outubro de 1924), é um bispo católico. Bispo emérito de Limoeiro do Norte.

## Estudos
Realizou seus primeiros anos de estudos em Acaraú e no Seminário São José, em Sobral. Estudou Filosofia e Teologia no Seminário Provincial de Fortaleza.

## Presbiterado
Manuel Edmilson da Cruz foi ordenado padre no dia 5 de dezembro de 1948, em Sobral, por Dom José Tupinambá da Frota.
Em Sobral, no período de 1949 a 1964, desenvolveu as seguintes atividades:
- Professor no Seminário Menor, no Colégio Diocesano Sobralense e no Colégio Santana.
- Prefeito de disciplina, vice-reitor e diretor espiritual no Seminário Menor.
- Capelão da Capela do Sagrado Coração de Jesus, da Cadeia Pública e do Patronato.

## Episcopado
Padre Manuel Edmilson da Cruz foi nomeado Bispo auxiliar de São Luís do Maranhão pelo Papa Paulo VI, em 12 de agosto de 1966, com a sé titular de Vicus Caesaris. Recebeu a ordenação episcopal no dia 6 de novembro de 1966, na Catedral de Sobral, das mãos de Dom João José da Mota e Albuquerque, Arcebispo de São Luís do Maranhão, Dom Walfrido Teixeira Vieira, Bispo de Sobral, e de Dom José Mauro Ramalho de Alarcón Santiago, Bispo de Iguatu.
Lema: Verbum caro factum (Palavra feita carne)
Durante seu episcopado, exerceu as seguintes atividades:
- Bispo auxiliar de São Luís do Maranhão (1966-1974);
- Vigário Episcopal da Forania de Brejo (1966-1974);
- Bispo auxiliar de Fortaleza (1974-1994);
- Administrador apostólico sede plena de Limoeiro do Norte (1992-1994);
- Bispo diocesano de Limoeiro do Norte (1994-1998).

Também exerceu as funções de diretor espiritual do Seminário de Filosofia; orientador educacional de um colégio de religiosas; foi conselheiro espiritual do Encontro de Casais com Cristo (ECC) do regional Ceará; diretor espiritual da equipe de Nossa Senhora; realizou atendimento pastoral a 2 paróquias da arquidiocese de Fortaleza. Tem diversos livros publicados.
Quando bispo auxiliar de Fortaleza, ao lado de dom Aloísio Lorscheider, cardeal arcebispo de Fortaleza, desenvolveu trabalhos voltados às periferias. Em 1994, ele foi sequestrado junto com Dom Aloísio, durante uma visita ao Instituto Penal Paulo Sarasate (IPPS), em Aquiraz.
Como bispo de Limoeiro do Norte, ele protegeu trabalhadores rurais, especialmente envolvidos na luta pela reforma agrária. Dom Edmilson denunciou a exploração e as condições desumanas de trabalho no campo, apoiando o Movimento dos Trabalhadores Rurais Sem Terra (MST) e outras organizações.
Renunciou ao múnus pastoral no dia 5 de junho de 1998, por limite de idade, em conformidade com o cânon 401 do Código de Direito Canônico. Dom Edmilson reside na Arquidiocese de Fortaleza, na Fraternidade Emanuel, onde é assistido pelas Irmãs Josefinas.

### Ordenações episcopais
Dom Manuel Edmilson da Cruz foi co-celebrante na celebração da ordenação episcopal de:
- Dom Paulo Eduardo Andrade Ponte
- Dom Afonso de Oliveira Lima, SDS
- Dom Gerardo de Andrade Ponte
- Dom Geraldo Nascimento, OFMCap

## Reconhecimentos
Em 21 de dezembro de 2010, Dom Edmilson da Cruz foi convidado a receber a Comenda dos Direitos Humanos Dom Helder Câmara do Senado, mas a recusou. Em discurso no plenário do próprio Senado, afirmou que sua atitude era para protestar contra o aumento salarial de 61,8% aprovado pelos parlamentares em causa própria: “Quem assim procedeu não é parlamentar, é para lamentar”.
O religioso afirmou que a comenda que lhe foi oferecida não honra a história de Dom Helder Câmara, que teve atuação destacada na luta pelos direitos humanos durante o regime militar.
Em 2024, Dom Edmilson foi um dos seis agraciados com a Medalha da Abolição, comenda concedida pelo Governo do Ceará em reconhecimento a personalidades que desenvolvem um trabalho relevante para o Estado e o Brasil.